# Mycomyinae
Mycomyini
Sous-famille
Synonymes
- tribu des Mycomyini Edwards, 1925

Les Mycomyinae sont une sous-famille d'insectes diptères nématocères de la famille des Mycetophilidae (littéralement « amis des champignons »). Elle est parfois considérée comme une tribu sous le taxon Mycomyini.

## Classification
La sous-famille des Mycomyinae est décrite en 1925 par l'entomologiste britannique Frederick Wallace Edwards (1888-1940),.

### Genre type
Selon Paleobiology Database en 2023, le genre type est Mycomya.

### Fossiles
Selon Paleobiology Database en 2023, cette sous-famille des Mycomyinae a quinze collections de fossiles pour 27 occurrences :
- Quaternaire, une collection de Colombie, une de Tanzanie ;
- Miocène, une collection d'Autriche ;
- Oligocène, trois collections de France, une d'Allemagne ;
- Éocène, quatre collections de Russie, une du Royaume-Uni, deux des États-Unis, du Colorado[2].

Ceci atteste la présence de la sous-famille des Mycomyinae depuis l'Yprésien de l'Éocène supérieur, soit depuis 56 Ma.

## Liste des genres
Selon BioLib en 2023, le nombre de genres de la sous-famille des Mycomyinae est de deux :
- Mycomya Rondani, 1856
- Mycomyiella, Matile, 1973

Les genres non classés dans la sous-famille des Mycomyinae sont aussi au nombre de deux :
- Echinopodium Freeman, 1951
- Neoempheria Osten-Sacken, 1878

### Publication originale
- [1925] (en) Frederick Wallace Edwards, « XXII. British fungus-gnats (Diptera, Mycetophilidae). With a revised generic classification of the family » (pdf), The Transactions of the Entomological Society of London, vol. 1925, nos 3–4,‎ 1925, p. 505–670 (lire en ligne).